# Список вице-королей Португалии

Герб Португалии в состав герба Королевства Испании

Список вице-королей Португалии, которые назначались королями Испании с 1580 по 1640 год. В этот период Португалия входила в состав испанской монархии (Иберийская уния) .
В 1580 году после пресечения Ависской династии в Португалии король Испании Филипп II заявил о своих претензиях на португальский престол. В конце августа 1580 года испанские войска оккупировали Португалию и заняли Лиссабон. В 1581 году Филипп II добился на кортесах в Томаре своего избрания на португальский королевский трон под именем Филиппа I. Было установлено, что должность вице-короля Португалии должен будет занимать уроженец Португалии или член королевской семьи. Иногда Португалией управлял регентский совет.
В 1640 году в начале войны за независимость Португалия отделилась от Испании. На португальский трон вступил король Жуан IV из династии Браганса.

## Список вице-королей Португалии
| Король Португалии       | Вице-король Португалии | Начало правления     | Конец правления      |
| ----------------------- | --- | -------------------- | -------------------- |
| Филипп I (1580- 1598)   | - Фернандо Альварес де Толедо и Пиментель, 3-й герцог де Альба де Тормес | 18 июля 1580 года    | 11 декабря 1582 года |
| Филипп I (1580- 1598)   | - Эрцгерцог Альберто Австрийский | 11 февраля 1583 года | 5 июля 1593 года     |
| Филипп I (1580- 1598)   | - Регентский совет: - Мигель де Кастро, архиепископ Лиссабона (президент; 1-й раз) - Жоао да Сильва, граф де Порталегри - Франсиско де Машкареньяш, граф де Вила-да-Орта - Дуарте де Кастело Бранко, граф де Сабугал - Мигель де Моура, королевский секретарь | 5 июля 1593 года     | 1598 год             |
| Филипп II (1598- 1621)  | - Франсиско Гомес де Сандоваль и Рохас, маркиз де Дения и герцог де Лерма | 1598 год             | 29 января 1600 года  |
| Филипп II (1598- 1621)  | - Кристобаль де Моура, маркиз де Каштелу-Родригу (1-й раз) | 29 января 1600 года  | 1603 год             |
| Филипп II (1598- 1621)  | - Афонсу де Каштелу-Бранку, епископ Колимбры y граф де Арганил (1-й раз) | 1603 год             | 1603 год             |
| Филипп II (1598- 1621)  | - Кристобаль де Моура, маркиз де Каштелу-Родригу (2-й раз) | 1603 год             | 1603 год             |
| Филипп II (1598- 1621)  | - Афонсу де Каштелу-Бранку, епископ Коимбры и граф де Арганил (2-й раз) | 1603 год             | 24 мая 1605 года     |
| Филипп II (1598- 1621)  | - Педро де Кастилью, епископ Лейрии (1-й раз) | 24 мая 1605 года     | февраль 1608 года    |
| Филипп II (1598- 1621)  | - Кристобаль де Моура, маркиз де Каштелу-Родригу (3-й раз) | февраль 1608 года    | 1612 год             |
| Филипп II (1598- 1621)  | - Педро де Кастилью, епископ Лейрии (2-й раз) | 1612 год             | 1612 год             |
| Филипп II (1598- 1621)  | - Алежу де Менезес, архиепископ Браги (1-й раз) | 1612 год             | 1615 год             |
| Филипп II (1598- 1621)  | - Мигель де Кастро, архиепископ Лиссабона (2-й раз) | 1615 год             | 10 мая 1619 года     |
| Филипп II (1598- 1621)  | - Диего де Сильва и Мендоса, граф де Салинас и маркиз де Аленкер | 10 мая 1619 года     | 1 сентября 1621 года |
| Филипп III (1621- 1640) | - Регентский совет: - Мартин Афонсу Мексия, епископ Коимбры (президент) - Диого де Кастро, граф де Башту - Нуно Альварес Перейра Колон и Португаль, герцог де Верагуа                                                                                         | 1 сентября 1621 года | 30 августа 1623 года |
| Филипп III (1621- 1640) | - Регентский совет: - Диого де Кастро, граф де Башту (президент) - Альфонсо Уртадо де Мендонса, епископ Коимбры и граф де Арганил - Диого да Сильва, граф де Порталегри                                                                                       | 30 августа 1623 года | 1631 год             |
| Филипп III (1621- 1640) | - Регентский совет: - Антонио де Атаиде, граф де Каштаньейра и граф де Каштру-Дайри (президент) - Нуно де Мендонса, граф де Вали де Рейш | 1631 год             | март 1632 года       |
| Филипп III (1621- 1640) | - Нуно де Мендонса, граф де Вали де Рейш | март 1632 года       | 12 мая 1633 года     |
| Филипп III (1621- 1640) | - Жоао Мануэль де Атаиде, архиепископ Лиссабона | 12 мая 1633 года     | 4 июля 1633 года     |
| Филипп III (1621- 1640) | - Диого де Кастро, граф де Башту (2-й раз) | 1633 год             | 1634 год             |
| Филипп III (1621- 1640) | - Маргарита Савойская, герцогиня де Мантуанская | 23 декабря 1634 года | 1 декабря 1640 года  |